# Den sorte hingst vender tilbage
Den sorte hingst vender tilbage er en amerikansk film fra 1983 og er fortsættelsen til Den sorte hingst.

## Eksterne Henvisninger
- Den sorte hingst vender tilbage på Internet Movie Database (engelsk)
- Den sorte hingst vender tilbage på Filmdatabasen
- Den sorte hingst vender tilbage i Svensk Filmdatabas (svensk)
- Den sorte hingst vender tilbage på AlloCiné (fransk)
- Den sorte hingst vender tilbage på MovieMeter (nederlandsk)
- Den sorte hingst vender tilbage på AllMovie (engelsk)
- Den sorte hingst vender tilbage hos American Film Institute (engelsk)
- Den sorte hingst vender tilbage på Turner Classic Movies (engelsk)
- Den sorte hingst vender tilbage på The Movie Database (engelsk)
- Den sorte hingst vender tilbage på Rotten Tomatoes (engelsk)

1. ↑  Navnet er anført på engelsk og stammer fra Wikidata hvor navnet endnu ikke findes på dansk.
2. ↑  Navnet er anført på engelsk og stammer fra Wikidata hvor navnet endnu ikke findes på dansk.